# بطولة فرنسا المفتوحة 2020
بطولة فرنسا المفتوحة 2020 هي بطولة كرة مضرب كبرى أقيمت على ملاعب رملية خارجية. أقيمت المنافسات في ستاد رولان جاروس في باريس، فرنسا. كان من المقرر أصلاً أن تقام البطولة في الفترة من 24 مايو إلى 7 يونيو، إلا أن البطولة، بسبب وباء كوفيد 19، تأجلت أولاً إلى 20 سبتمبر إلى 4 أكتوبر 2020، ثم نُقلت لاحقًا بعد أسبوع إلى 27 سبتمبر إلى 11 أكتوبر 2020. بدأت مباريات التصفيات، التي تشمل اللعب الفردي والزوجي، في 21 سبتمبر. فاز رافاييل نادال بالبطولة للمرة الثانية عشرة في تاريخه، حيث دافع عن لقب فردي الرجال. في منافسات السيدات، كان من المتوقع أن تدافع آشلي بارتي عن لقب فردي السيدات لكنها فضلت التخلي عن ذلك بعد مخاوف بشأن الوباء. 
بطولة 2020 هي النسخة 124 من بطولة فرنسا المفتوحة وآخر فعالية كبرى في عام 2020. شملت قرعة الفردي الرئيسية 16 لعبة تصفية للرجال و 12 للسيدات نافس فيها 128 لاعباً في كل قرعة.
كانت أيضًا بطولة جراند سلام الوحيدة التي احتفظت بمبدأ "مجموعة الامتياز" في المجموعة الأخيرة من المباراة، حيث تحولت بطولة أستراليا المفتوحة وويمبلدون مؤخرًا إلى الفواصل الفاصلة.  
فاز رافاييل نادال بلقب فردي الرجال للمرة الثالثة عشر، بعد فوزه على نوفاك ديوكوفيتش بجولات متتالية في النهائي. وبفوزه عادل نادال الرقم القياسي المسجل باسم روجر فيدرر وهو 20 لقباً في البطولات الأربع الكبرى. فازت إيغا شفيونتيك بلقب فردي السيدات، وهو أول لقب فردي لها في بطولات اتحاد لاعبات التنس المحترفات، حيث هزمت صوفيا كينين في مجموعات متتالية في النهائي. بفوزها أصبحت إيغا أول لاعب من بولندا، ذكرًا كان أم أنثى، يفوز بلقب فردي جراند سلام، وأول لاعب ولد في القرن الحادي والعشرين، ذكرًا كان أم أنثى، يفوز بلقب الفردي في بطولة فرنسا المفتوحة.

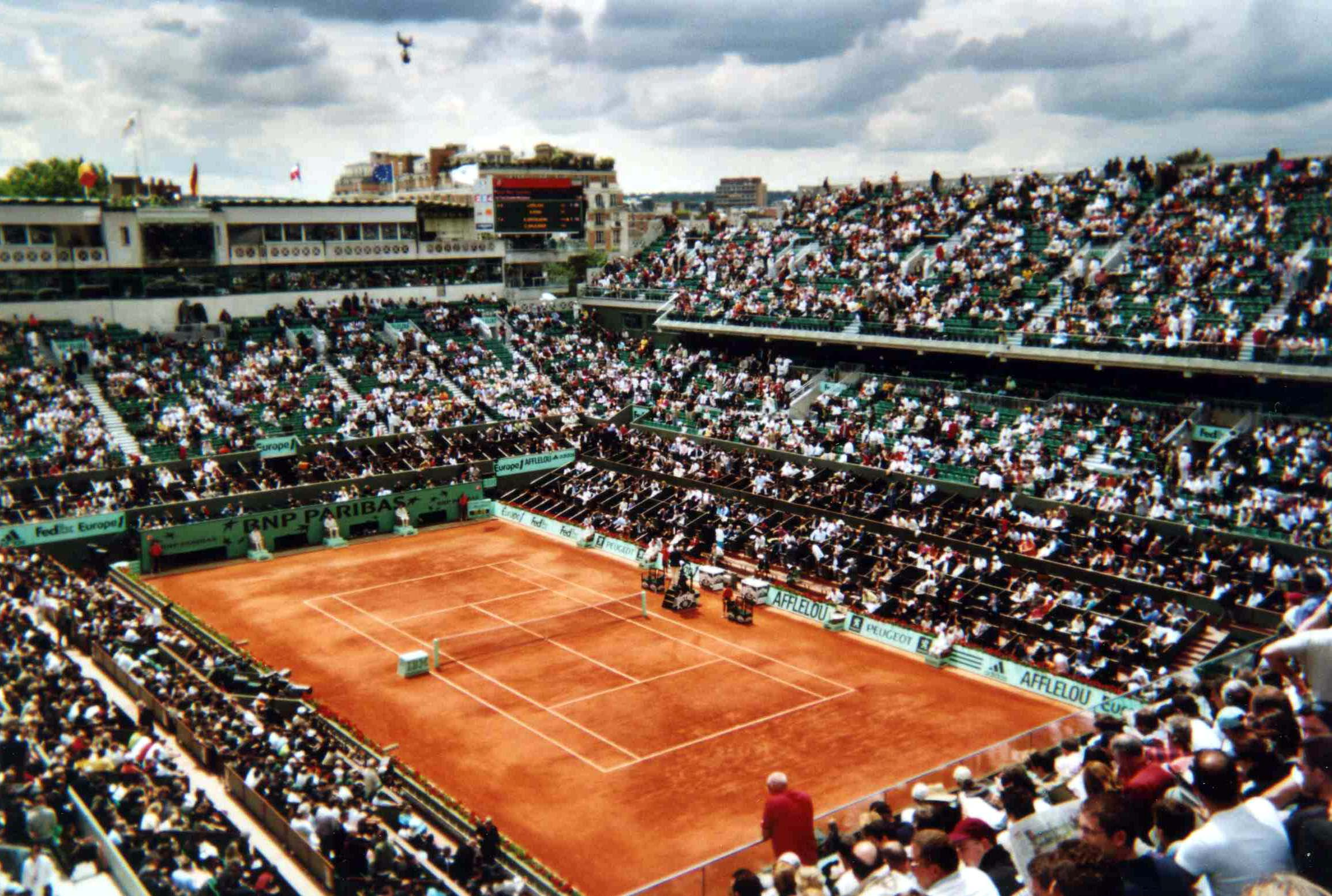
ملعب فيليب شاترييه، حيث تقام نهائيات بطولة فرنسا المفتوحة، قبل تجديده 2019.

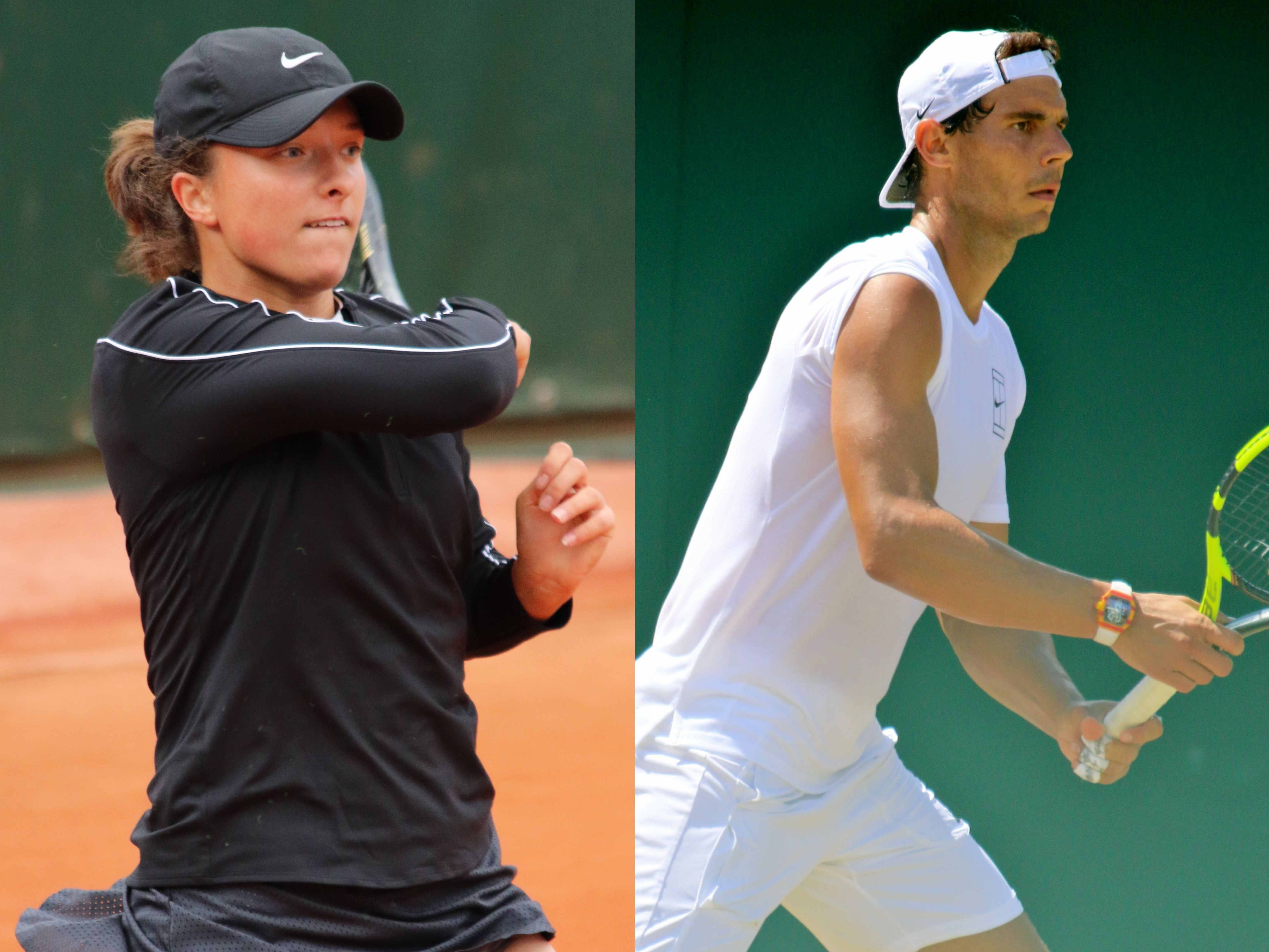
إيغا شفيونتيك ورافاييل نادال، بطلا الفردي في بطولة فرنسا المفتوحة 2020

## لاعبو الفردي
فردي الرجال
فردي النساء